# L.E.G.I.O.N.
L.E.G.I.O.N. ist der Titel einer Comicserie, die der US-amerikanische Verlag DC-Comics zwischen 1989 und 1994 veröffentlichte.
Die Serie, deren Konzept auf den Autoren und Zeichner Keith Giffen zurückgeht, der die Hauptfiguren und das Handlungsszenario von L.E.G.I.O.N. erstmals 1988 in der Miniserie Invasion! vorstellte, war genremäßig im Bereich des Science-Fiction-Comics angesiedelt, verarbeitete daneben aber auch Topoi des Kriminal- bzw. Agenten-Comics und vor allem satirische Elemente.

## Veröffentlichungsgeschichte und Macher der Serie
L.E.G.I.O.N. erreichte in einer Laufzeit von knapp sechs Jahren siebzig Hefte sowie fünf Sonderausgaben: Die 1994 veröffentlichte Sondernummer der regulären Serie "L.E.G.I.O.N.'94" #0 sowie vier als "L.E.G.I.O.N. Annual" bezeichnete überlange Extra-Ausgaben in den Jahren 1990 bis 1993. 
Während die Nummerierung der "L.E.G.I.O.N."-Hefte durchgehend war, wurde der Titel der Serie von Jahr zu Jahr geringfügig variiert: So wurden die Hefte von 1989 als "L.E.G.I.O.N.'89" betitelt, die Hefte von 1990 als "L.E.G.I.O.N.'90" usw. – bis hin zu den Heften von 1994 die als "L.E.G.I.O.N.'94" erschienen. Nach der Einstellung von "L.E.G.I.O.N." 1994 wurde eine Nachfolgeserie unter dem Titel "R.E.B.E.L.S." gestartet, die bis 1996 erschien, das alte Betitelungsschema fortsetzte ("R.E.B.E.L.S'94", "R.E.B.E.L.S.'95", "R.E.B.E.L.S.'96"), und insgesamt siebzehn Ausgaben erreichte.
Zu den Machern der "L.E.G.I.O.N."-Comics zählten die Autoren Keith Giffen, Alan Grant und Tom Peyer, sowie die Zeichner Barry Kitson, Bill Mantlo und Todd McFarlane.

## Handlung
"L.E.G.I.O.N." beschreibt die Erlebnisse einer Art intergalaktischen Polizeitruppe gleichen Namens – Licensed Extra- Governmental Interstellar Operatives Network – die es sich zum Ziel gemacht hat, den Frieden im Universum zu erhalten. Die Organisation besteht dementsprechend aus einer Ansammlung fremdartiger Außerirdischer der unterschiedlichsten Art: Zu den am häufigsten auftretenden Figuren zählen dabei Vril Dox, ein berechnender, grünhäutiger Stratege vom Planeten Colu, der ein computerartiges Gehirn besitzt und als Chef der Legion fungiert; der gewalttätige Kopfgeldjäger Lobo vom Planeten Czernia; die exotische Kriegerin Stealth; der ehemalige Polizist Garryn Bek vom Planeten Cairn; Lar Gand, ein aus der Zukunft stammender Jüngling; der Durlaner; Lyrissa; Lady Quarks; Borb Borbb; Phase; der Android Darius vom Planeten Acheron; der Superheld Captain Comet; und Strata, die Angehörige einer Rasse von rundlich-kristallinen "Felsmenschen" vom Planeten Dryad. 
Die L.E.G.I.O.N. formiert sich erstmals in der Miniserie ’’Invasion!’’ von 1988 in der ein Teil der späteren „Legionäre“ als Gefangene in den Kerkern einer mächtigen Allianz von Außerirdischen zusammentreffen, die es sich zum Ziel gemacht hat, die Erde und eine Reihe anderer Planeten zu erobern. Dox und den anderen Häftlingen gelingt es schließlich zu fliehen: In Freiheit gelangt, beschließen sie, sich zusammenzutun, um zu der Zerstörung der außerirdischen Allianz beizutragen. Nachdem dies gelungen ist, bleibt die Gruppe beisammen, um in Zukunft als L.E.G.I.O.N. das Aufkommen ähnlicher Bedrohungen verhindern oder – so diese doch zustande kommen – diese möglichst effektiv unschädlich machen zu können. 
Gemeinsam stürzen Colu und seine Leute zunächst das tyrannische Regime auf Doxs Heimatplaneten Colu, auf dem ein intelligentes Computerprogramm eine Diktatur entwickelt hat. Danach errichtet die L.E.G.I.O.N. ihr Hauptquartier auf dem Planeten Cairn, der von einem interplanetaren Drogenkartell beherrscht wird, das in den ersten Ausgaben der Serie systematisch erschlagen und als regierende Kraft abgelöst wird. Die folgenden fünfundsechzig Ausgaben der Serie erzählen schließlich den weiteren Aufstieg, die Glanzzeit und den Niedergang der L.E.G.I.O.N.
In der letzten Ausgabe von L.E.G.I.O.N. bringt schließlich Doxs Sohn Lyrl – ein Säugling, der jedoch, wie alle Coluaner, bereits als Säugling ein Genie ist – die Kontrolle über die L.E.G.I.O.N., während Dox mit einigen wenigen Getreuen – Phase, Lobo, Strata, Stealth und Borb – in einem mysteriösen Raumschiff, das sie später auf den Namen Di’ib taufen, von Cairn fliehen. 
Die Untergrund-L.E.G.I.O.N., die sich fortan R.E.B.E.L.S. (Revolutionary Elite Brigade to Eradicate L.E.G.I.O.N. Supremacy) nennt, versucht fortan, sich neu zu organisieren und die Kontrolle über L.E.G.I.O.N. zurückzugewinnen. Nach Auseinandersetzungen mit Lyrl und ihren ehemaligen Teamgefährten sowie dem Dämonen Neron kann das Sextett Lyrl in der letzten Ausgabe von "R.E.B.E.L.S." stürzen und die Kontrolle über die L.E.G.I.O.N. zurückgewinnen. Dox und Stealth gehen hernach in den Ruhestand um sich um Lyrl zu kümmern während Captain Comet mit der Führung der L.E.G.I.O.N. betraut wird.